# Henri Rol-Tanguy
Henri Tanguy (Morlaix, França, 12 de juny del 1908 - París, 8 de setembre del 2002), que el 1970 adoptà oficialment el nom de Henri Rol-Tanguy, fou un voluntari comunista francès de les Brigades Internacionals durant la Guerra Civil espanyola on exercí el càrrec de comissari polític de la XIV Brigada Internacional durant l'ofensiva de la batalla de l'Ebre. Durant la Segona Guerra Mundial fou un dirigent de la Résistance contra l'ocupació alemanya de França.
Obrer metal·lúrgic, el 1937 se'n va a Espanya a lluitar contra els revoltats enfrontats a la Segona República Espanyola. Hi assoleix el rang de comissari polític del Batalló André Marty i més tard de la XIV Brigada Internacional, anomenada la Marsellesa. Pren part en l'ofensiva de la batalla de l'Ebre, on la XIV Brigada és gairebé aniquilada quan tracta de travessar el riu a nivell de la zona de Campredó. Rol-Tanguy fou ferit durant la batalla.
Durant l'ocupació alemanya de França, va iniciar la insurrecció a l'àrea de París el 19 d'agost del 1945
, adoptant el pseudònim de "Rol", en record del seu company brigadista Théo Rol, mort a la Serra de Cavalls durant la Guerra d'Espanya. El 25 d'agost del 1944, amb el suport de les tropes del general Leclerc, el coronel Rol té l'honor de rebre l'acte de rendició sense condicions de les forces alemanyes de París del general Von Choltitz.